# Zwierciadło (film)
Zwierciadło (ros. Зеркало, Zierkało) – radziecki dramat psychologiczny z 1974 roku. Jedno z najważniejszych dzieł rosyjskiego reżysera Andrieja Tarkowskiego. 

## Fabuła
Film pozbawiony jest typowej fabuły, składa się z potoku poetyckich obrazów o autobiograficznym wydźwięku. Sam Tarkowski mówił o swoim filmie: "Jest to historia życia mojej matki, a zarazem w jakiejś mierze i mego". W filmie cytuje też wiersze swego ojca Arsienija Tarkowskiego.
Krytyk francuski Marcel Martin napisał: "«Zwierciadło» jest najbardziej osobistym dziełem Tarkowskiego". Reżyser ustawia "liczne zwierciadła", poprzez które obserwuje otaczającą go rzeczywistość. Świat przedstawiony w filmie widziany jest oczami artysty.
W filmie Zwierciadło reżyser stara się dotrzeć do psychiki i uczuć człowieka - do źródeł jego postawy moralnej. Zwierciadło jest osobistą i szczerą spowiedzią artysty. Reżyser swobodnie operuje czasem filmowym, przenosząc akcję do czasów wojny, gdy bohater był jeszcze dzieckiem, to w lata współczesne, to znowu w bardziej odległą przeszłość cofając się do lat trzydziestych. Ideą filmu jest pokazanie, jak kształtuje się wewnętrzny świat człowieka, w jaki sposób otaczający nas ludzie i wydarzenia wpływają na charakter człowieka.

## Obsada
- Margarita Tieriechowa jako Natalia i matka (jako żona ma włosy rozpuszczone, jako matka upięte w kok)
- Oleg Jankowski jako ojciec
- Ignat Danilcew jako chłopiec Ignat / dwunastoletni Aleksiej
- Ałła Diemidowa jako Lisa, koleżanka Natalii
- Lidia Tarkowska jako jej teściowa
- Anatolij Sołonicyn jako lekarz sądowy
- Nikołaj Grińko jako Iwan, dyrektor drukarni
- Tamara Ogrodnikowa jako Niania / Sąsiadka / Dziwna kobieta przy stole herbacianym
- Jurij Nazarow jako instruktor wojskowy

## Produkcja
Zdjęcia kręcono w Moskwie i Charkowie.